# Abu Musa

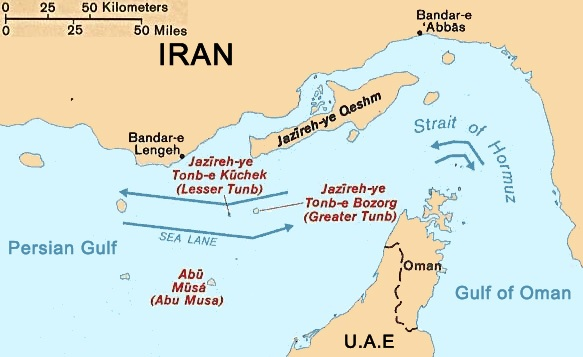
Karte der Straße von Hormus mit Abu Musa

Abu Musa (persisch ابوموسی; auch Abū Mūsā, Abu Mussa oder Gap-Sabzu) ist eine Insel im Osten des Persischen Golfs. Sie ist die südlichste iranische Insel im Persischen Golf und die dem Äquator am nächsten gelegene.
Die Insel Abu Musa ist auch namensgebend für den gleichnamigen Bezirk Abu Musa der iranischen Provinz Hormozgan, der noch aus fünf weiteren Inseln besteht (Groß-Tunb, Klein-Tunb, Groß-Farur, Klein-Farur und Siri). Die Insel ist 12,9 km² groß und hatte 4213 Einwohner zur Volkszählung vom 24. September 2016, die sie meist mit dem persischen Namen گپ‌سبزو (Gap-sabzu) bezeichnen (auf Deutsch in etwa „großer grüner Ort“). Der Name „Abu Musa“ hingegen leitet sich von Bum-e Musa („Land des Mose“) oder Bumuf ab.

## Konflikt Iran/Vereinigte Arabische Emirate
Zwischen Iran und den Vereinigten Arabischen Emiraten besteht ein Gebietsdisput über Abu Musa. Es gibt keine allgemeine Übereinkunft, zu welchem Land Abu Musa gehört. Wegen der vermuteten Erdölvorkommen und der militärisch vorteilhaften Lage erheben sowohl Iran (für die Provinz Hormozgan) als auch die Vereinigten Arabischen Emirate (Emirat Schardscha) Anspruch auf Abu Musa. Bis in die 1960er Jahre stand die Insel unter der Herrschaft Schardschas. Iran erhob jedoch beim Abzug der britischen Streitkräfte aus der Region Anspruch auf sie und begründete dies mit historischen Gegebenheiten. Großbritannien hatte im Jahre 1903/04 mehrere iranische Inseln, darunter Abu Musa, besetzt und sie dann später unter die Hoheit u. a. von Schardscha gegeben, um Iran (damals noch Persien) zu schwächen. In einem Vertrag konnten sich Iran und Schardscha 1971 auf keine eindeutige Hoheit einer Seite über die Insel verständigen; Iran konnte sich aber durchsetzen und am 30. November 1971 Truppen auf Abu Musa stationieren, die Abu Musa seitdem kontrollieren. Einnahmen aus Erdölfunden wolle man sich teilen; die Zivilverwaltung solle in Händen der arabischen Einwohner liegen.
Iran versetzte sehr bald Truppen auf die Insel und übernahm im Lauf der Zeit immer stärker die Kontrolle über sie sowie über die benachbarten Tunb-Inseln. Schardscha ging auf diplomatischer Ebene gegen das Verhalten Irans vor und blieb dabei weitgehend erfolglos.
Im Jahr 1980 reichten die VAE, zu denen Schardscha mittlerweile gehörte, bei der UNO ihren Anspruch auf Abu Musa ein. 1992 veranlasste die Islamische Republik Iran (IRI) die Ausweisung aller Ausländer von Abu Musa, was zur Folge hatte, dass die VAE den Golf-Kooperationsrat (GCC) anriefen. Iran bekräftigte zunächst seinen Anspruch auf die Insel; bald jedoch verkündeten die VAE und Islamische Republik gemeinsam, dass sie sich an das Abkommen von 1971 gebunden fühlten.
Iran hat die Herrschaft über Abu Musa beibehalten und seine militärische Präsenz sogar ausgebaut. 2002 übernahm die IRI die vormals autonome Zivilverwaltung vollständig. Die VAE erheben weiterhin ihren Hoheitsanspruch; sie werden hierbei vom GCC unterstützt. Eine Lösung dieses schwebenden Konflikts ist zurzeit nicht in Sicht.
Am 11. April 2012 besuchte mit Mahmud Ahmadinedschad erstmals ein iranischer Präsident die Insel. Der Golf-Kooperationsrat bezeichnete den Besuch als „provokativ“ und die Insel als „einen untrennbaren Teil der Vereinigten Arabischen Emirate“.

## Militärisches Sperrgebiet
Die Insel ist heute militärisches Sperrgebiet und verfügt über einen Hafen und einen Luftwaffenstützpunkt. 1994/95 wurden Soldaten der Iranischen Revolutionsgarde, Flugabwehrraketen vom Typ MIM-23 HAWK und landgestützte Anti-Schiffs-Lenkwaffen vom Typ CSS-C-2 Silkworm stationiert.
Wiederholt hat die iranische Marine Fischer aus dem Oman und den VAE sowie zahlreiche Sportfischer wegen Grenzverletzungen inhaftiert. 2006 sorgte der Fall des Donald Klein aus Lambsheim für Aufsehen im deutschsprachigen Raum, als dieser zusammen mit einem französischen Begleiter und ihrem Boot Ende 2005 von einem iranischen Schiff in der Nähe der Insel aufgebracht wurde und Anfang 2006 ein iranisches Gericht beide zu 18 Monaten Freiheitsentzug wegen illegalen Grenzübertritts verurteilte.